# Мисълта на Фройд — величие и ограничения
Мисълта на Фройд – величие и ограничения (на английски: Greatness and Limitation of Freud's Thought) е книга от 1980 г. на немския психоаналитик Ерих Фром. Това е последната издадена от него книга преди смъртта му. На български език е издадена за първи път от издателство „Захарий Стоянов“ през 2006 г.
В книгата Фром разглежда детайлно най-големите открития на Зигмунд Фройд и ги оценява в критична светлина:
| „ | В тази книга искам в подробна форма да представя най-важните открития на Фройд. В същото време ще се опитам да покажа къде и по какъв начин буржоазното мислене, толкова характерно за Фройд, стесняваше и понякога даже замъгляваше неговите открития. Тъй като моята критика на Фройд има своята приемственост, аз не мога да избягна връщането към по-ранни изказвания, които съм направил по този въпрос. | “ |

## Книгата
- Ерих Фром, Мисълта на Фройд – величие и ограничения, издателство „Захарий Стоянов“, 2006, ISBN 954-739-715-X